# Seminatore al tramonto
Seminatore al tramonto è un dipinto del pittore olandese Vincent van Gogh, realizzato nel 1888 e conservato al Museo Kröller-Müller di Otterlo.

## Descrizione

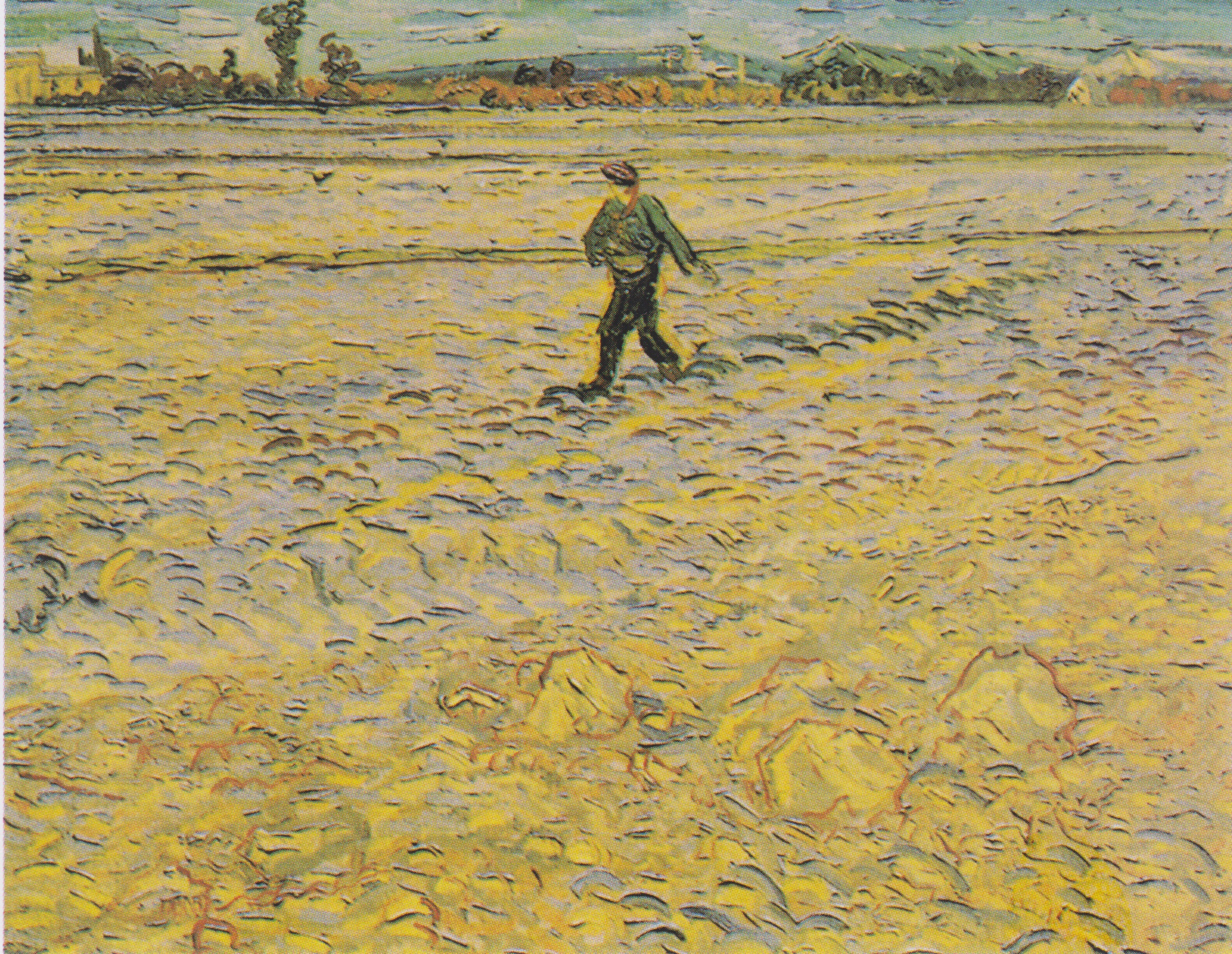
Vincent van Gogh, Il seminatore (Arles, ottobre 1888); olio su tela, 72×91,5 cm, villa Flora, Winterthur. F 494, JH 1617.

Sin dagli esordi van Gogh aveva provato una simpatia profonda nei confronti dei contadini. Per questo motivo egli, sin dagli esordi, si cimentò nella raffigurazione del lavoro e della fatica del loro umile mondo, come aveva già fatto d'altronde Jean-François Millet, artista che pure aveva celebrato con viva partecipazione la vita di quanti, giorno dopo giorno, anno dopo anno, faticavano in mezzo ai campi, compiendo gesti di perpetua fatica che nonostante tutto suggellavano un'intima comunione tra l'uomo e la natura.
Il Seminatore al tramonto fu realizzato nel giugno 1888 in Provenza, nel sud della Francia, dove van Gogh si era recato alla ricerca di una luce più forte e di «un linguaggio simbolico per mezzo solo del colore». L'opera, oggi conservata al museo di Otterlo, è stata elaborata nel giugno 1888, come ci testimonia una missiva scritta da van Gogh il 17 giugno 1888 e indirizzata all'impressionista australiano John Peter Russell, cui allegò persino un abbozzo di quel «soggetto difficile da trattare», quale era il Seminatore al tramonto. Lo stesso dipinto presenta un altro parallelo epistolare, in una lettera stavolta destinata al fratello di Vincent, Théo:
(Lettera 501 di Van Gogh al fratello Théo)
La scena dell'opera si svolge in un paesaggio agreste, dove troviamo un contadino vestito con pantaloni e camicia blu che incede con passo deciso sull'ampia pianura della Crau, intento nella semina dei campi: con il braccio sinistro tiene a tracolla un sacchetto di semi e con il destro, compiendo un ampio gesto, sparge il frumento, di cui si nutrono anche i gabbiani e i corvi. La figura del seminatore, che feconda la terra con i suoi semi e genera vita, era in effetti particolarmente amata da van Gogh. Sull'orizzonte, infine, sta lentamente scomparendo il disco solare, il quale inonda tutta la scena con un giallo infuocato e carico, quasi sfolgorante.
Particolarmente interessante è l'impianto tecnico del dipinto. Il colore, ad esempio, è audacemente autonomo rispetto ai soggetti presenti: nel quadro, infatti, si verifica uno scambio cromatico tra cielo e terra, con il cielo tinto di un giallo carico ed il campo striato di venature azzurre, blu e viola. Van Gogh, oltre ad abbandonarsi completamente al contrasto di queste tinte complementari (esaltando, in questo modo, le qualità luministiche del dipinto stesso), impiega poi linguette di colore con un andamento leggermente tondeggiante, assolutamente coerenti con la sagoma del disco solare, 
«come se dall'astro si sprigionasse una forza benefica, vivificante, che coinvolge tutto».